# Philip José Farmer
Philip José Farmer, ameriški pisatelj, * 26. januar 1918, Terre Haute, Indiana, ZDA, † 25. februar 2009, Peoria, Illinois.
Farmer je najbolj znan po svojih znanstvenofantastičnih in fantazijskih romanih ter kratkih zgodbah. Večino svojega življenja je preživel v Peorii v Illinoisu. Njegovo najbolj znano delo je niz knjig Riverworld in zgodnejši niz World of Tiers. V svojih delih piše o temah iz spolnosti in religije, legendarnih cenenih herojih ter ironičnih delih, ki so jih zapisale izmišljene osebe. Znan je tudi po tem, da je več del objavil pod psevdonimi, imeni likov iz literarnih del drugih avtorjev. Tako je roman Venus on the Half-Shell izdal pod imenom Kilgore Trout, ki ga je dal pisatelj Kurt Vonnegut liku pisatelja pogrošnih znanstvenofantastičnih romanov v več svojih delih (na primer Klavnici pet).
Leta 1953 je kot eden najobetavnejših mladih pisateljev za svoje delo The Lovers prejel nagrado hugo.